# Anisocoma
- Commons
- Wikispecies

Anisocoma Torr. & A.Gray é um género botânico pertencente à família Asteraceae. Também conhecida como Botão de Escama.

## Espécies
Apresenta uma única espécie:
- Anisocoma acaulis Torr. & Gray